# متحف الألعاب (نيويورك)
متحف الألعاب في نيويورك، يعتبر متحف مسرحي أدائي يستخدم معروضاته لعرض أدائه ويخبر قصة التغيير المسرحي للمجتمع. أسس عام 1999 كمتحف للدمى والألعاب في مدينة نيويورك وأعطي الأسم الحالي في عام 2009. في وقت لاحق من نفس العام، انتقل من موقعه الأساسي في تل كوبل إلى موقعه الدائم في الطابق الثاني من سانت آن في مرتفعات بروكلين وكنيسة الثالوث المقدس. من بين المواقع مواقع السفر في المتحف مرتفعات بروكلين وفروع مكتبة سلسلة الخليج العامة.

## مجموعة
تشيد مجموعة المتحف بتاريخ الألعاب. تم إنشاء المتحف من قبل مارلين هوخمان، وهو متحف متنقل يضم عروضًا وورش عمل وندوات عبر الإنترنت. بالإضافة إلى الدمى النادرة، يحتوي المتحف على مجموعة من الكلاسيكيات مثل السيد رأس البطاطا ومقلاة فطيرة الفيرسبي الأصلية وجي جو وفرن الخبز السهل.